# مریم‌گلی فلسطینی
مریم‌گلی فلسطینی (نام علمی: Salvia palaestina) نام یک گونه از سرده مریم‌گلی است.